# Torsten Schweiger
Torsten Schweiger (nascido em 29 de fevereiro de 1968) é um político alemão. Nasceu em Gräfenhainichen, Saxónia-Anhalt, e representa a CDU. Torsten Schweiger é membro do Bundestag do estado da Saxónia-Anhalt desde 2017.

## Vida
Ele tornou-se membro do bundestag após as eleições federais alemãs de 2017. É membro da Comissão do Meio Ambiente, Conservação da Natureza e Segurança Nuclear e da Comissão de Construção, Habitação, Desenvolvimento Urbano e Comunidades.